# Šeflera

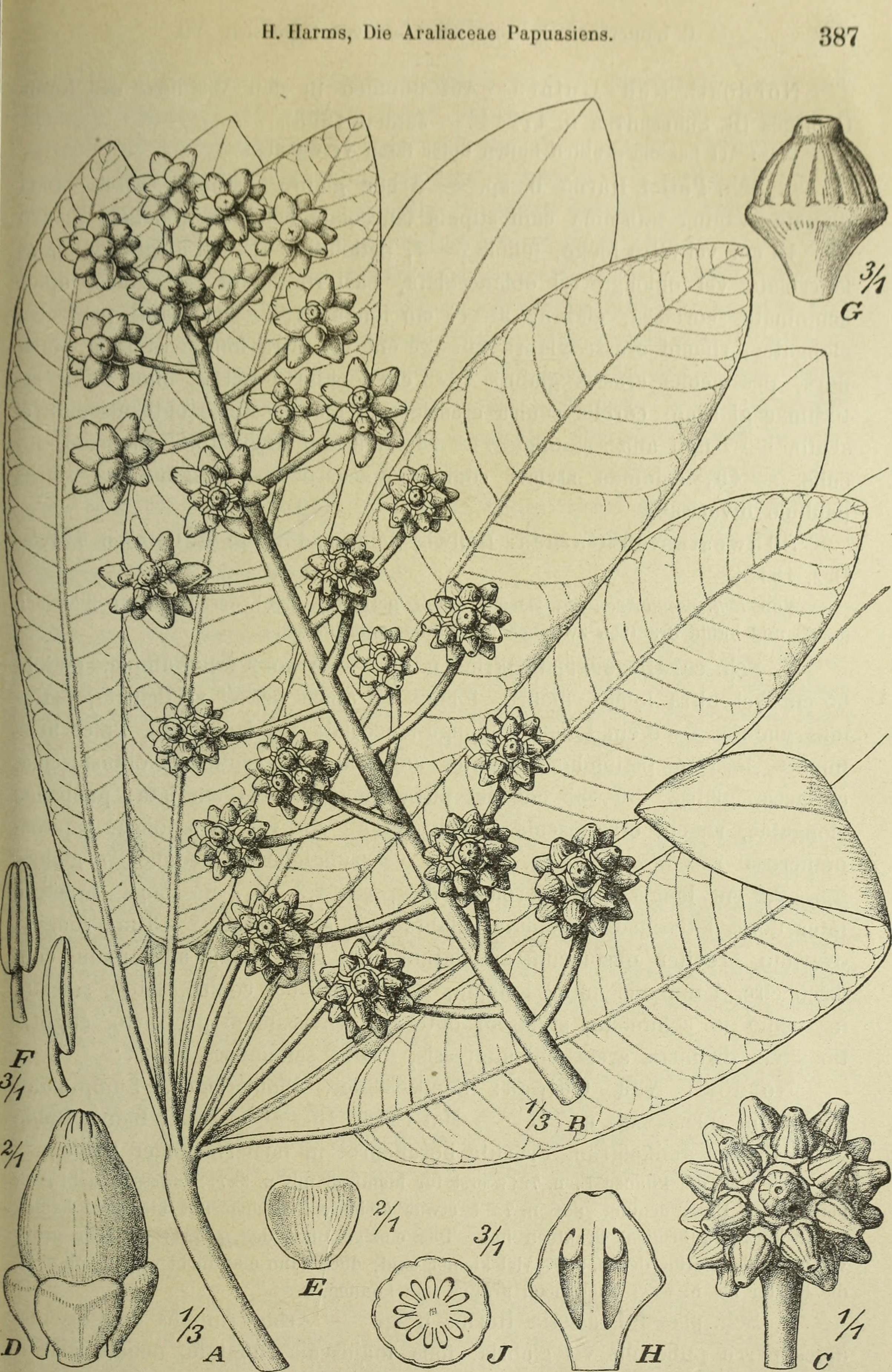
Ilustrace Schefflera megalantha z roku 1881

Šeflera (Schefflera) je rod rostlin z čeledi aralkovité. Jsou to stálezelené, beztrnné dřeviny se střídavými, většinou dlanitě složenými listy. Květy jsou drobné, převážně pětičetné, uspořádané ve vrcholových složených květenstvích. Plodem je peckovice. Rod je rozšířen v tropech a subtropech téměř celého světa. V současné taxonomii je pojímán široce a je do něj zahrnováno asi 900 až 1100 druhů. Molekulární výzkumy však ukázaly, že rod je v současném pojetí parafyletický, skládá se z celkem 5 samostatných vývojových linií a čeká jej proto v rámci taxonomické revize rozřazení do několika samostatných rodů.
Šeflera dlanitolistá je často pěstována v různých kultivarech jako pokojová rostlina. V tropech a subtropech se vysazují jako okrasné dřeviny i jiné druhy, zejména Schefflera actinophylla a S. elegantissima (syn. Plerandra elegantissima). Některé jihoamerické druhy jsou zdrojem měkkého dřeva, používaného např. k výrobě zápalek.

## Charakteristika
Šeflery jsou poměrně dobře identifikovatelné rostliny. Charakteristické jsou dlanitě složené listy s pochvatou bází řapíku. Jsou to beztrnné dřeviny s vrcholovým latovitým nebo složeným okolíkovitým květenstvím.

## Popis
Šeflery jsou stálezelené, beztrnné keře a stromy, řidčeji liány či epifyty. Jihoamerické druhy Schefflera morototoni a S. rodriguesiana dorůstají výšky až 25 metrů a průměru kmene okolo 40 cm. Listy jsou dlanitě složené nebo výjimečně jednolisté. Jednotlivé lístky jsou celokrajné nebo na okraji pilovité. Palisty srůstají s řapíkem a mají zpravidla podobu srostlých čárkovitých výběžků pochvovité báze řapíku. Ekvádorský druh Schefflera diplodactyla má listy 2x dlanitě složené.
Květy jsou jednopohlavné nebo oboupohlavné, většinou pětičetné, uspořádané v okolících, hlávkách nebo hroznech, skládajících vrcholové nebo zdánlivě postranní laty či složené hrozny. Kalich je na vrcholu celistvý nebo pětizubý. Koruna se skládá z 5 až 11 zpravidla volných korunních lístků. Tyčinek je 5 až 11 (stejný počet jako korunních lístků) nebo mnoho. Semeník je srostlý ze 4 až 11 (2 až 30) plodolistů, čnělky jsou zčásti nebo zcela srostlé do sloupku, případně jsou blizny přisedlé.
Plodem je kulovitá nebo vejcovitá peckovice obsahující 4 až 11 zploštělých semen.

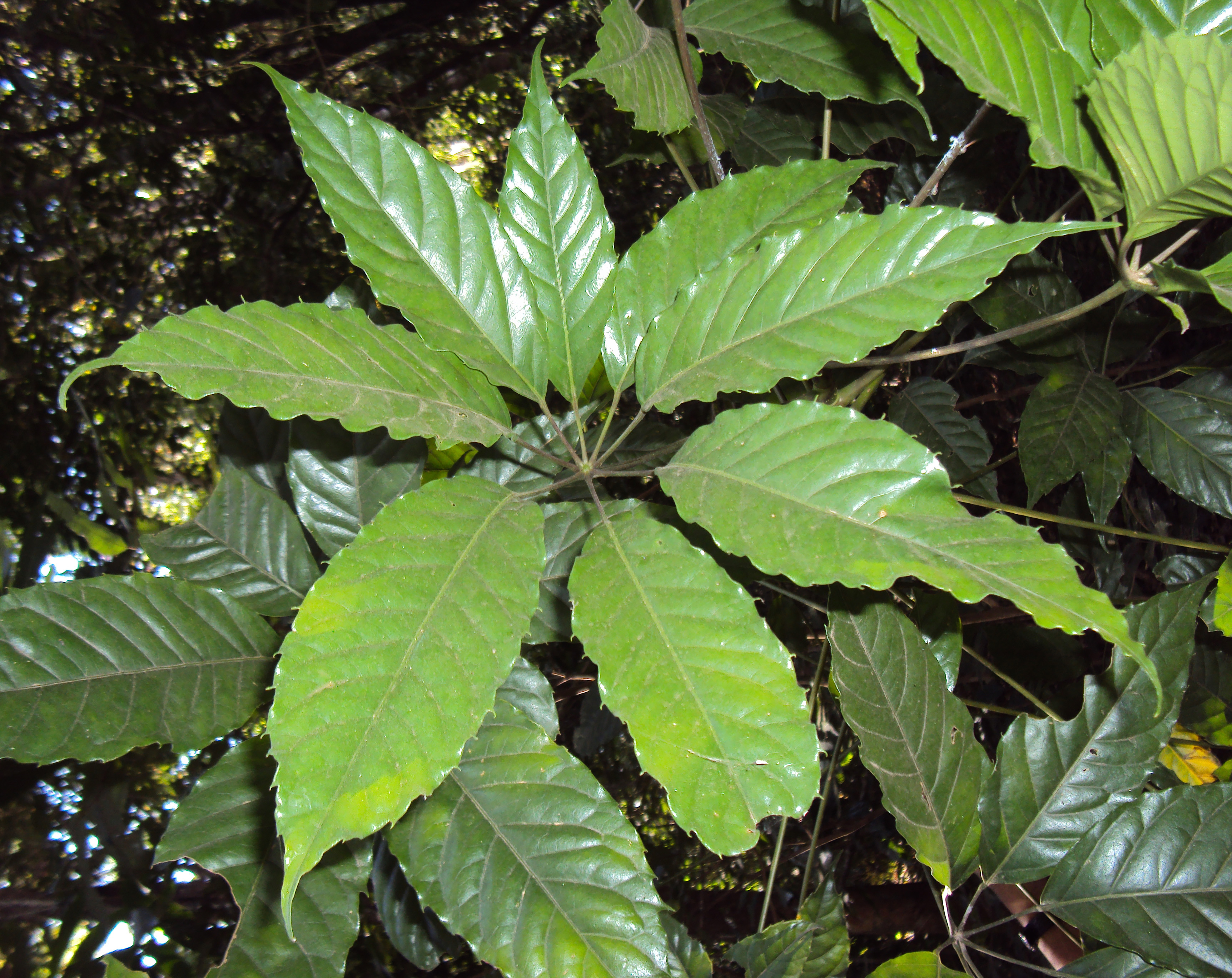
Listy Schefflera racemosa
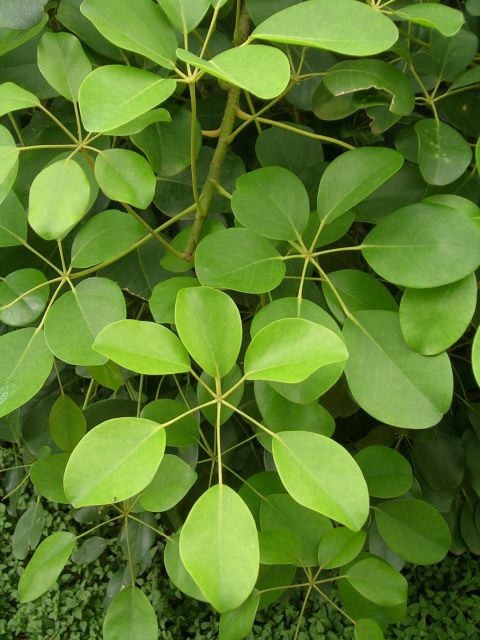
Listy S. wallichiana
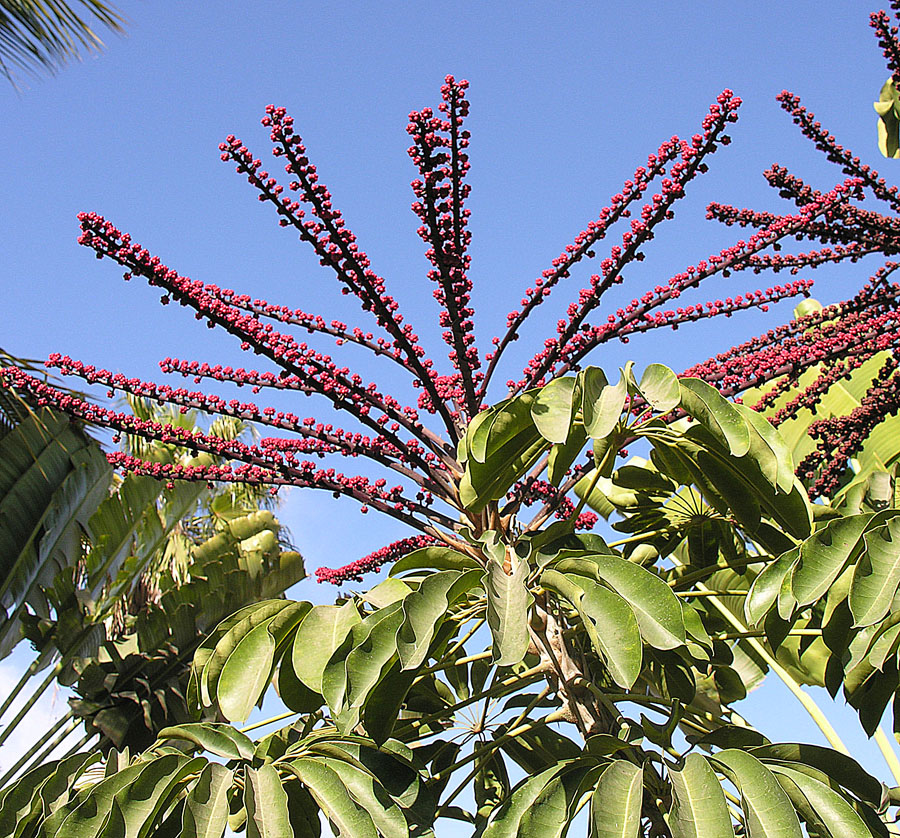
Květenství S. actinophylla
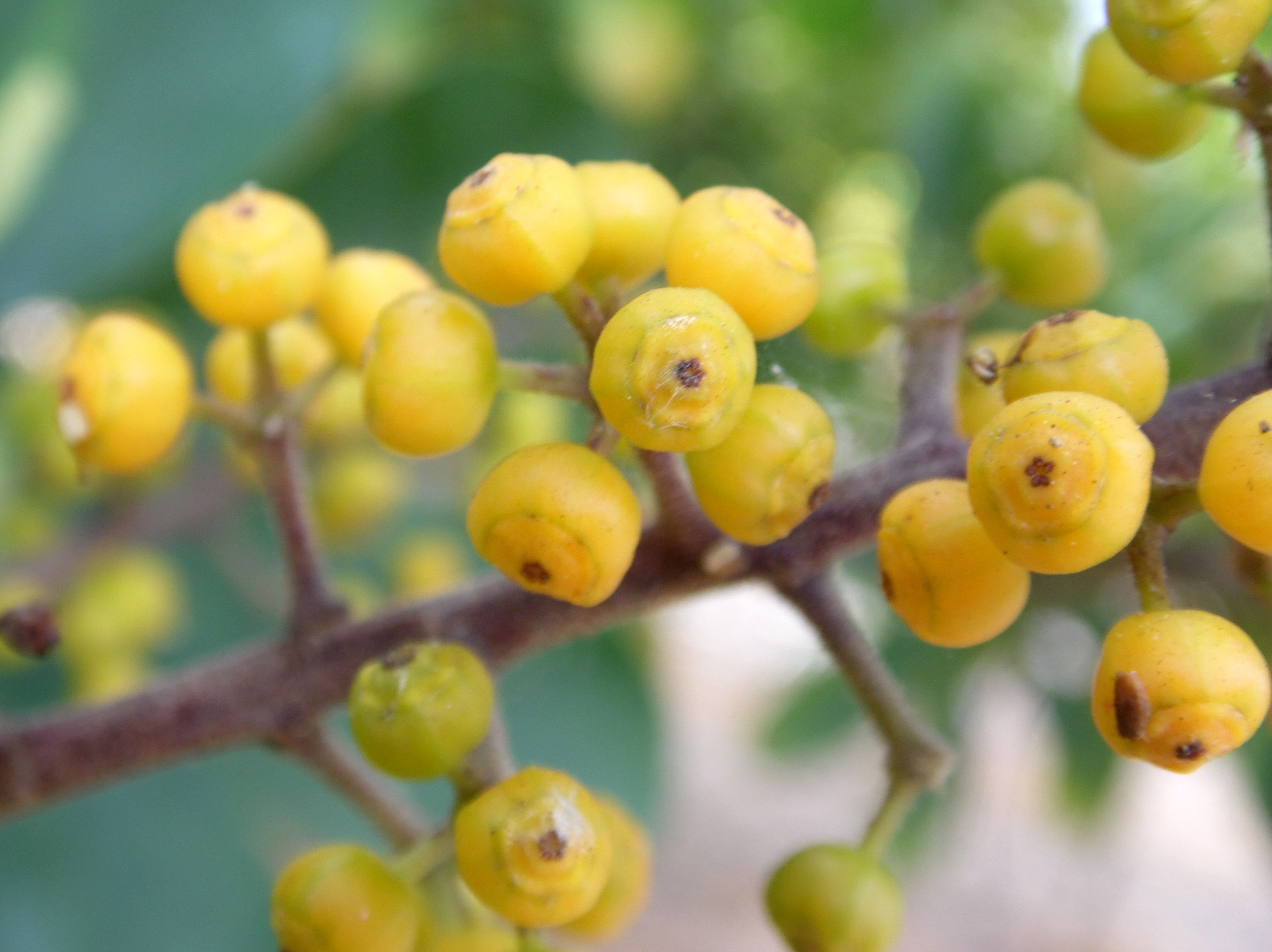
Plody šeflery dlanitolisté

## Rozšíření
Rod šeflera je největším rodem čeledi aralkovité. Zahrnuje asi 900 až 1100 druhů a je rozšířen ve vlhčích oblastech tropů a subtropů téměř celého světa.
Největší počet druhů se vyskytuje v tropické Asii a na Tichomořských ostrovech. Z Číny je uváděno 35 druhů, z toho 14 endemických. V Japonsku roste pouze druh Schefflera octophylla.
V tropické Americe rostou šeflery charakteristicky v horských lesích, zatímco v nížinných oblastech se vyskytuje jen několik druhů. Tvoří také charakteristickou složku vegetace na stolových horách Guyanské vysočiny, kde roste množství endemických druhů, nebo v brazilském biotopu cerrado.
Nejrozšířenějším druhem v Latinské Americe je Schefflera morototoni, která tvoří běžnou složku nížinných i montánních deštných a poloopadavých lesů. Tento druh také zasahuje nejdále na sever, do jižního Mexika.
V tropické Asii jsou některé druhy součástí mangrovových porostů. V Africe se vyskytuje jen několik druhů, v jižní Africe je to jen druh Schefflera umbellifera. Na Novém Zélandu roste pouze druh Schefflera digitata, který je hojnou složkou lesů na Severním i Jižním ostrově.

## Obsahové látky a jedovatost
Mezi charakteristické obsahové látky zjištěné v šeflerách náležejí terpenoidy a saponiny. Přinejmenším některé druhy (včetně těch pěstovaných) obsahují v pletivech rafidy šťavelanu vápenatého podobně jako zástupci čeledi árónovité. Při rozžvýkání mohou způsobit podráždění sliznic ústní dutiny a trávicího traktu projevující se zejména pálením a otoky. Při požití se může dostavit zvracení a průjem. Případy otrav u lidí či domácích zvířat jsou zřídkavé a šeflera je jako pokojová rostlina považována za relativně bezpečnou. Pokud domácí zvířata okusují listy, je nutno rostlinu odstranit z jejich dosahu. Šťáva z listů může způsobit kontaktní dermatitidu.

## Taxonomie
Historicky bylo popsáno až 20 různých rodů čeledi aralkovitých, které byly v posledních dekádách vřazeny do široce pojatého rodu Schefflera. Do něj byli shrnuti všichni zástupci aralkovitých vyznačující se dřevnatým růstem, primárně dlanitě složenými listy, palisty srostlými v jazýčkovité přívěsky a květenstvími v podobě složených okolíků či lat, a zároveň postrádající článkované stopky květů a trny na vegetativních orgánech.
Výsledky několika molekulárních studií prokázaly, že tento rod v širokém pojetí (Schefflera s.l.) je polyfyletický a zahrnuje celkem 5 samostatných vývojových větví, roztroušených mezi vývojovými větvemi jiných rodů čeledi Araliaceae. Tyto vývojové větve jsou geograficky dosti vyhraněné a nesou provizorní názvy podle oblastí původu: Afro-Malagasy clade, Asian clade, Melanesian clade, Neotropical clade a Schefflera s.str. Poslední zmíněný klad obsahuje typový druh (novozélandská S. digitata) a po revizi bude rod Schefflera omezen pouze na tuto malou skupinu, zahrnující 8 druhů rozšířených v jihozápadním Tichomoří. Dosud byla uveřejněna taxonomická revize pouze pro rod Plerandra (Melanesian clade), která vyšla v roce 2013. Do tohoto rodu patří i pěstovaný druh Plerandra elegantissima (syn. Schefflera elegantissima). Znovuzavedení historicky popsaných rodů komplikuje fakt, že jsou v klasickém pojetí vesměs parafyletické.

## Prehistorie
Z Evropy včetně Českého masivu jsou známy fosílie druhu †Schefflera dorofeevii třetihorního stáří.

## Zástupci
- šeflera dlanitolistá (Schefflera arboricola)

## Význam

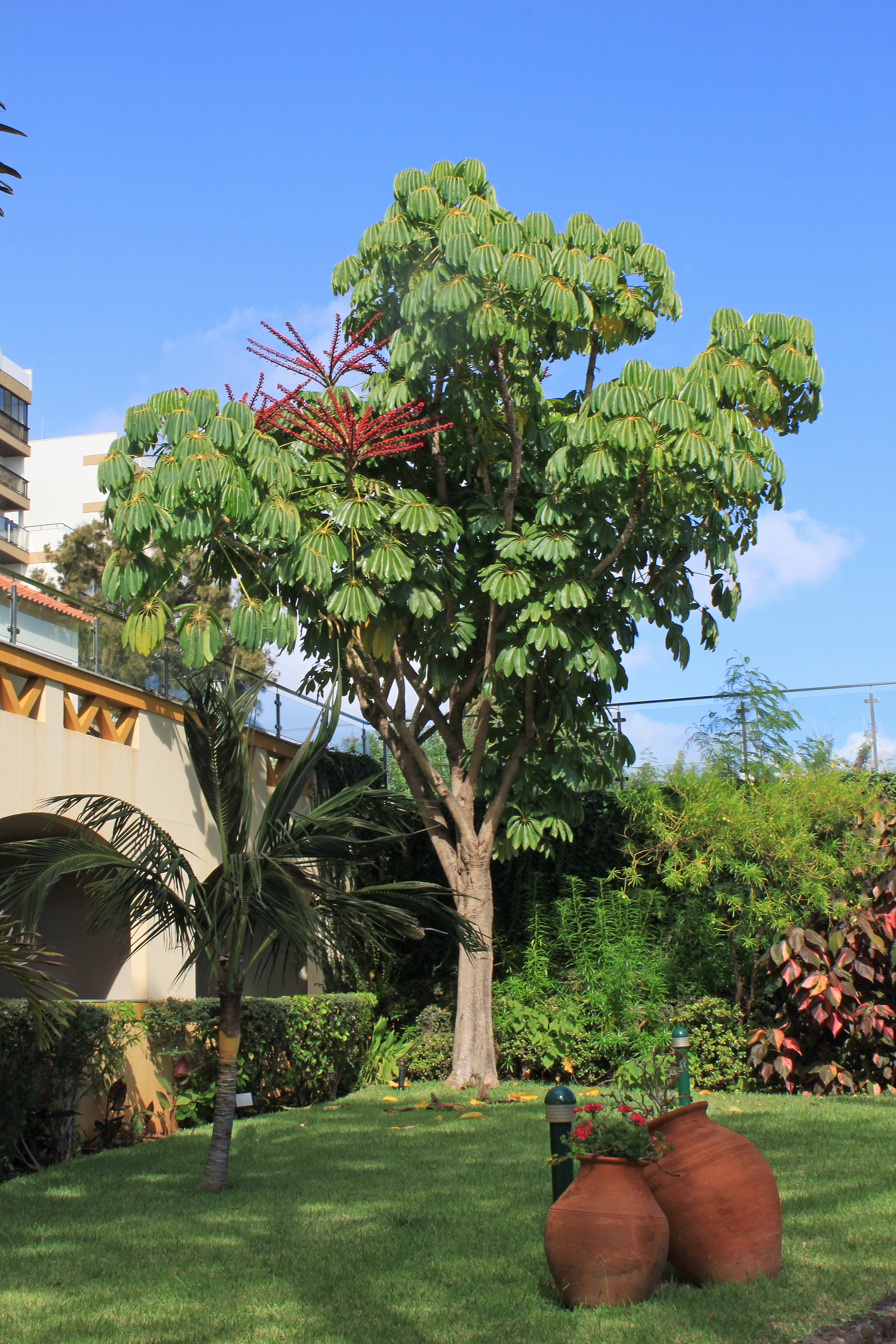
Schefflera actinophylla jako okrasná dřevina na Madeiře

Šeflery jsou pěstovány jako oblíbené a poměrně odolné pokojové rostliny s ozdobným olistěním. Nejčastěji pěstovaným druhem je šeflera dlanitolistá. Byly vyšlechtěny i pestrolisté kultivary. V tropech a subtropech se některé druhy vysazují jako venkovní okrasné dřeviny. Mimo šeflery dlanitolisté se pěstuje zejména Schefflera actinophylla a S. elegantissima (syn. Plerandra elegantissima).
Některé druhy mají omezené využití v domorodé medicíně.
Dřevo šefler je vesměs měkké a dobře opracovatelné, snadno však podléhá rozkladu. V Latinské Americe se ze dřeva Schefflera morototoni a příbuzných druhů vyrábějí např. překližky nebo zápalky. Používá se také jako palivo.

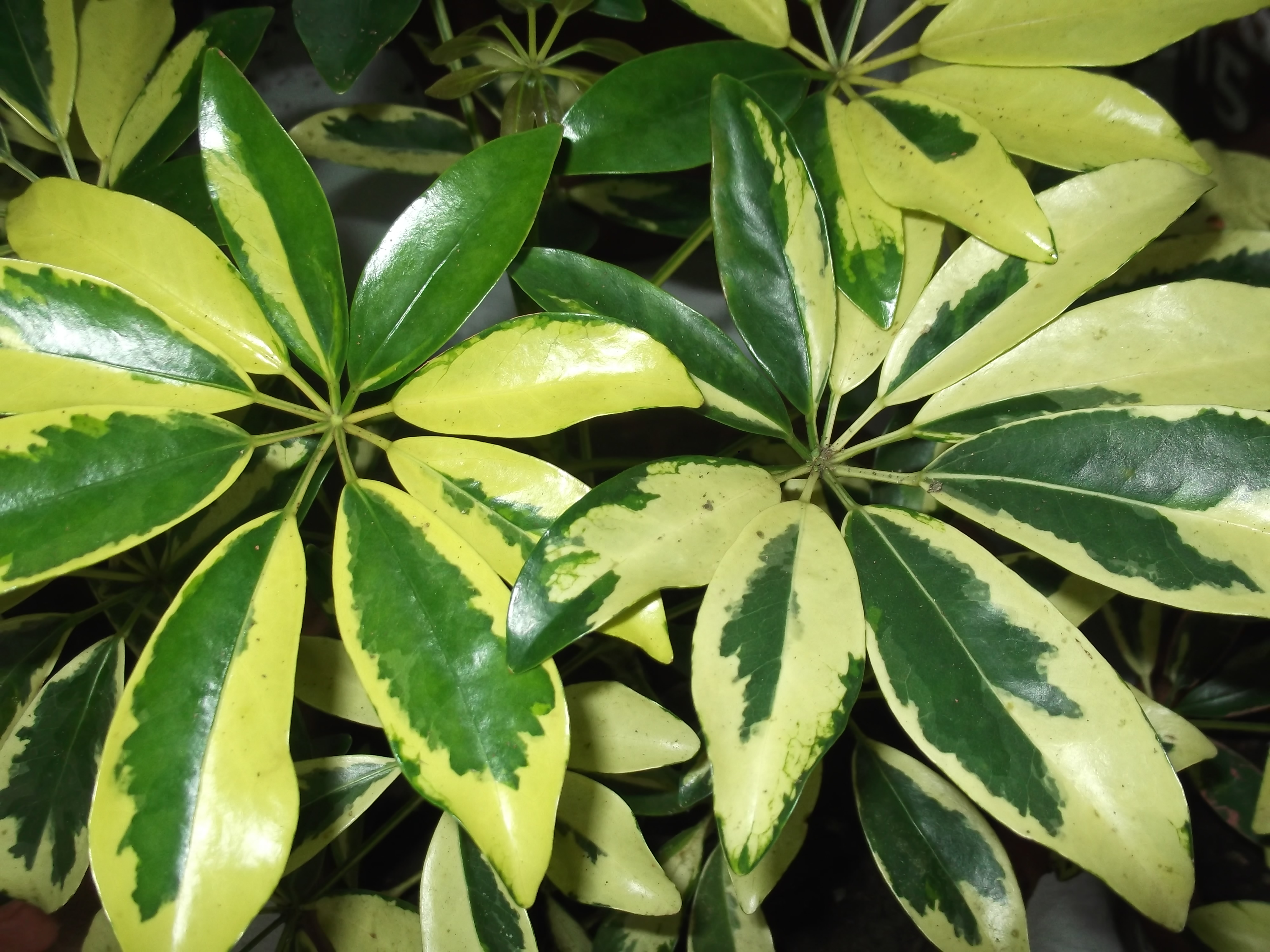
Kultivar šeflery dlanitolisté s panašovanými listy
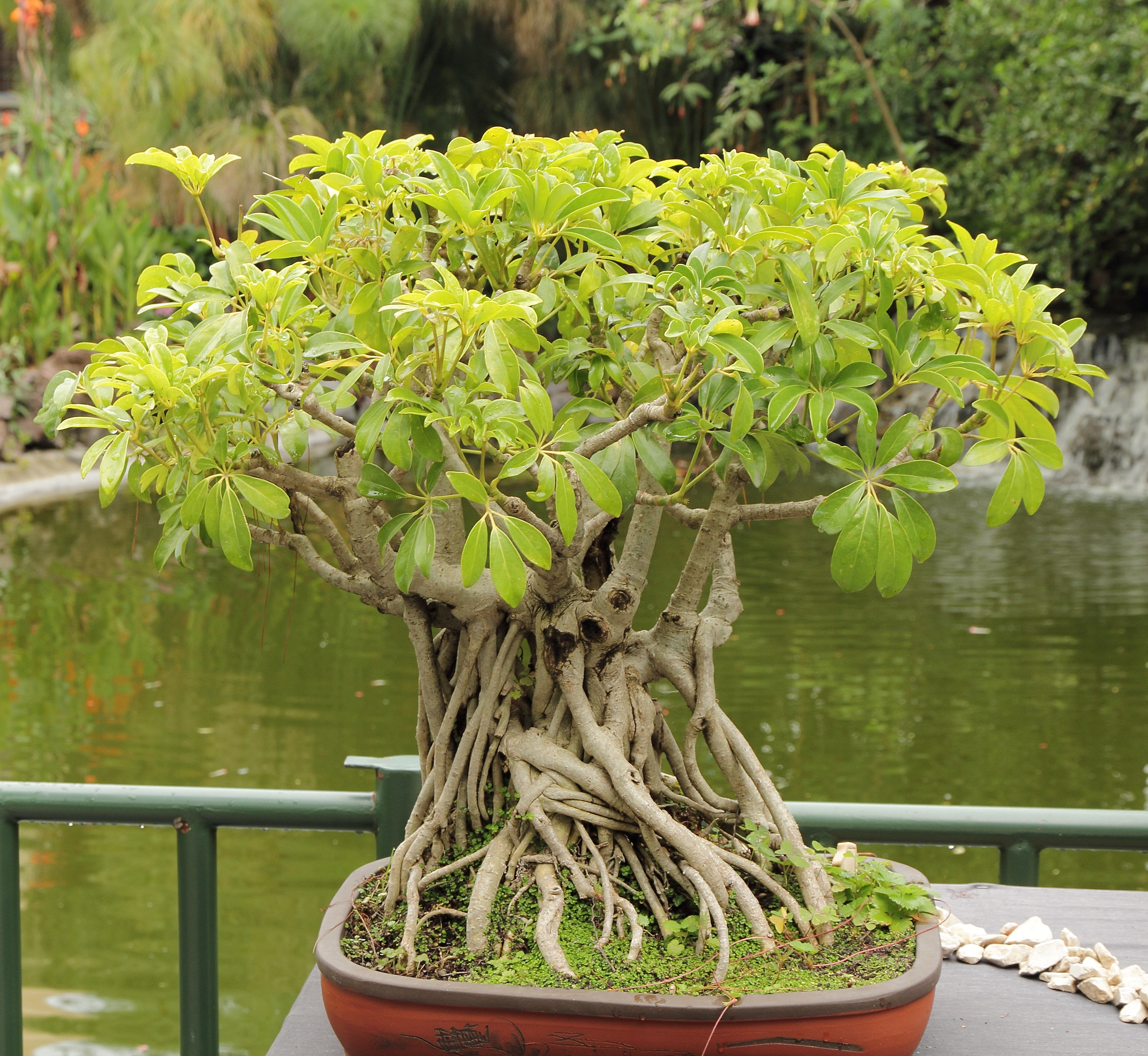
Šeflera dlanitolistá jako bonsaj
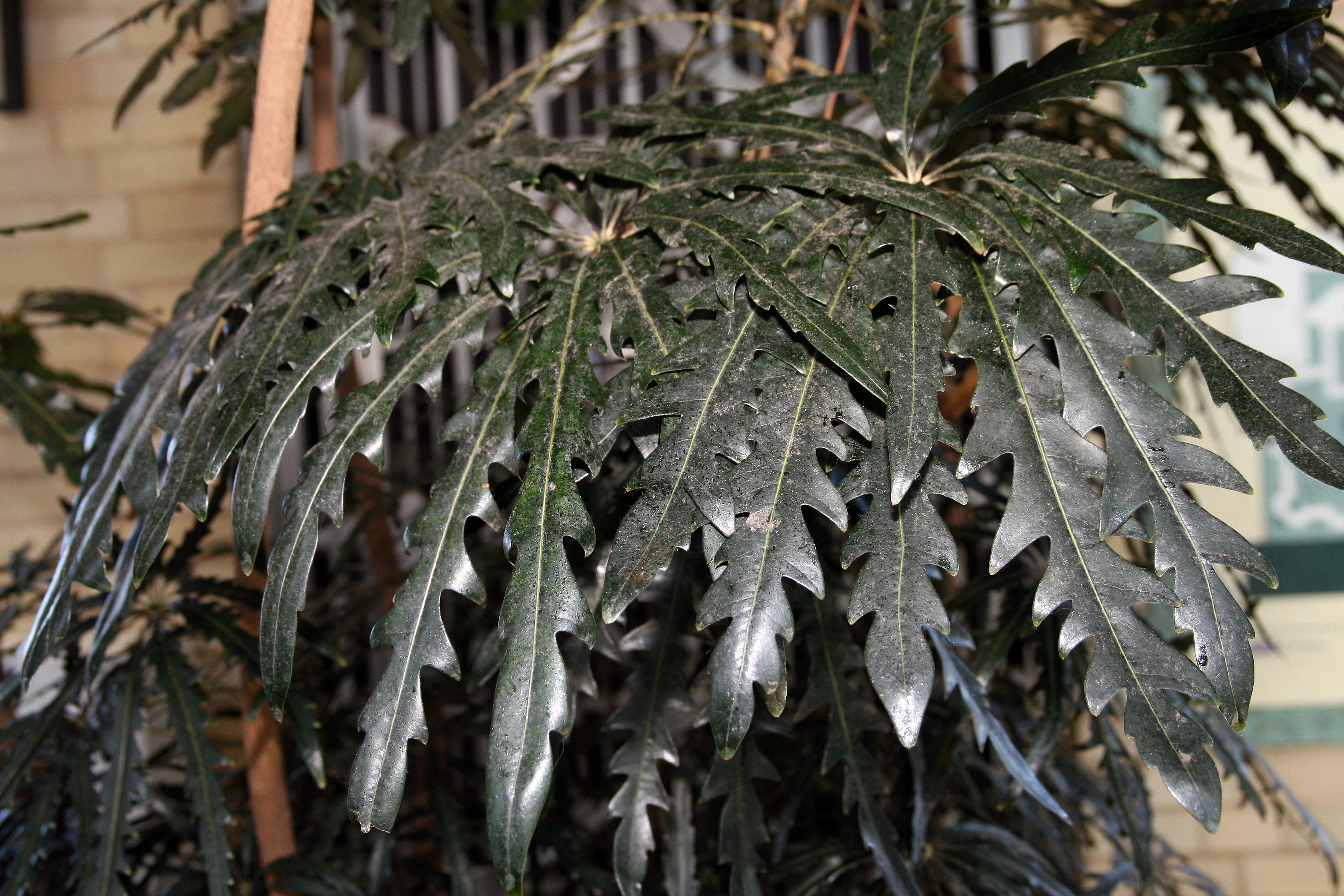
Listy Schefflera elegantissima (syn. Plerandra elegantissima)
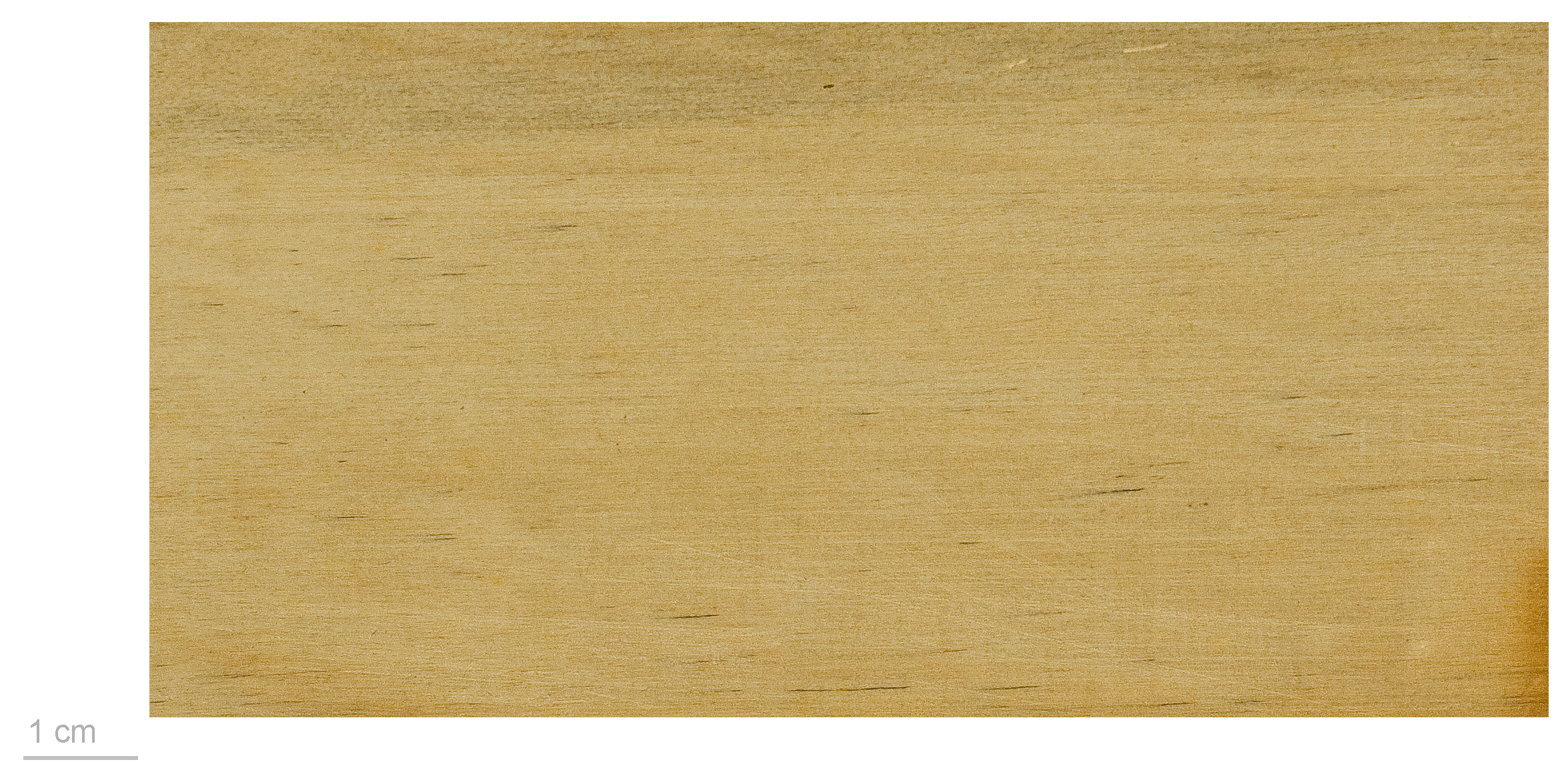
Dřevo Schefflera gabriellae (syn. Plerandra gabriellae)